# The Cowboys' Christmas Ball
"The Cowboys' Christmas Ball" é uma canção country de natal da banda americana de rock The Killers. A letra da canção foi retirada de um poema de William Lawrence Chittenden, escrito em 1890. A música sofreu algumas alterações da versão original feitas pela própria banda e de outros artistas até a versão lançada em 2011.

## Paradas musicais
| Paradas (2011)   | Melhor posição |
| ---------------- | -------------- |
| UK Singles Chart | 112            |